# Лейкодистрофия
Лейкодистрофия — группа тяжёлых, наследуемых преимущественно по аутосомно-рецессивному типу, заболеваний характеризующихся преимущественно поражением белого вещества головного и спинного мозга.

## Эпидемиология
Заболевание достаточно редкое, встречается со следующей частотой:
- Адренолейкодистрофия встречается с частотой приблизительно 1 на 40 тысяч новорожденных мальчиков.
- Метахроматическая лейкодистрофия встречается с частотой приблизительно 1 на 50-70 тысяч новорожденных мальчиков.
- Глобоидно-клеточная лейкодистрофия встречается с частотой приблизительно 1 на 100 тысяч новорожденных мальчиков.

Существуют и другие виды лейкодистрофий, но они настолько редки, что в литературе описываются лишь сотни случаев.
Художественный фильм «Масло Лоренцо» (1992) посвящен адренолейкодистрофии.

## Классификация
Клиническая дифференциация отдельных форм лейкодистрофий основана в основном на результатах биохимических исследований:
- метахроматическая лейкодистрофия Шольца — Гринфильда
- глобоидно-клеточная лейкодистрофия Краббе
- лейкодистрофия Галлевордена — Шпатца
- суданофильная лейкодистрофия Пелицеуса — Мерцбахера
- спонгиозная дегенерация белого вещества мозга — болезнь Канавана
- лейкодистрофия с наличием диффузной волокнистой формации Розенталя — болезнь Александера.
- аутосомно-доминантная лейкодистрофия с дебютом во взрослом возрасте (ADLD)

В практике врачей различают также отдельные редкие и атипичные формы лейкодистрофий.

## Патогенез
Основным патогенетическим механизмом лейкодистрофий являются распад миелина (демиелинизация) и нарушение процесса миелинизации (дисмиелинизация). В результате чего преимущественно страдают проводящие пути, ассоциативные связи. Для лейкодистрофий характерна симметричность поражения .

## Клиническая картина
Характерными клиническими признаками лейкодистрофий являются нарастающие пирамидные, мозжечковые, экстрапирамидные расстройства, бульбарные и псевдобульбарные синдромы, снижение зрения и слуха, эпилептиформные припадки (абсансы у детей), прогрессирующее слабоумие. Нарушения чувствительности наблюдаются крайне редко.
Первые симптомы заболевания чаще проявляются в дошкольном возрасте, описывают случаи возникновения заболевания в первые месяцы и годы жизни. Первые нарушения проявляются двигательными расстройствами в виде центральных параличей и парезов. Затем присоединяются гиперкинезы, мозжечковые нарушения (расстройства координации - мозжечковая атаксия), дизартрия, дисфагия, дисфония. В последней стадии заболевания развиваются судорожные припадки и атрофии зрительных нервов.

## Диагностика
Основной метод диагностики поражений, характерных для лейкодистрофий, является магнитно-резонансная томография (МРТ). Как правило, аномалии на МРТ, связанные с разрушением миелина, видны задолго до появления клинических симптомов, а впоследствии степень этих аномалий соответствует тяжести состояния пациента. 
При многих лейкодистрофиях в ликворе выявляется высокий уровень белка, поэтому возможно проведение люмбальной пункции.
Также для уточнения типа лейкодистрофии могут применяться биохимические тесты — измерения уровней ферментов, чей синтез или транспорт нарушены при конкретной болезни, или обнаружение тех веществ, которые накапливаются при этой болезни. Возможны и другие исследования, включая молекулярно-генетические.
Для некоторых, самых частых разновидностей лейкодистрофии (включая метахроматическую, глобоидно-клеточную и адренолейкодистрофию), разработаны методы пренатальной диагностики.

## Дифференциальная диагностика
Дифференциальный диагноз проводят со следующими заболеваниями:
- Опухоль мозга
- Детский церебральный паралич
- Лейкоэнцефалит

## Лечение
Существует новая генная терапия Libmeldy, доступная в Европе, которая лечит метохроматическую лейкодистрофию на генетическом уровне. Другое лечение лейкодистрофий это аллогенная трансплантация костного мозга (или пуповинной крови) от здорового донора. В случае успеха продолжительность и качество жизни увеличивается. Также проводят симптоматическое лечение, направленное на устранение парезов, атаксий, гиперкинезов и эпилептических припадков.

## Прогноз
Прогноз при данном заболевании, как правило, плохой, особенно при формах болезни с ранним появлением и быстрым нарастание симптомов. Продолжительность жизни увеличивается при успешной аллогенной трансплантации костного мозга.